# Potamiscinae
De Potamiscinae zijn een onderfamilie van krabben (Brachyura) uit de familie Potamidae.

## Geslachten
De Potamiscinae omvatten de volgende geslachten:
- Acartiapotamon Dai, 1999
- Allopotamon Ng, 1988
- Amamiku Naruse, Segawa & Shokita, 2004
- Aparapotamon Dai & G. X. Chen, 1985
- Apotamonautes Dai & Xing, 1993
- Artopotamon Dai & G. X. Chen, 1985
- Aspermon Yeo & Ng, 2007
- Badistemon Yeo & Ng, 2007
- Balssipotamon Dang & Ho, 2008
- Beccumon Yeo & Ng, 2007
- Bottapotamon Türkay & Dai, 1997
- Candidiopotamon Bott, 1967b
- Carpomon S. H. Tan & Ng, 1998b
- Cerberusa Holthuis, 1979
- Chinapotamon Dai & Naiyanetr, 1994
- Cryptopotamon Ng & Dudgeon, 1992
- Daipotamon Ng & Trontelj, 1996
- Dalatomon Dang & Ho, 2007
- Demanietta Bott, 1966
- Doimon Yeo & Ng, 2007
- Donopotamon Dang & Ho, 2005
- Dromothelphusa Naiyanetr, 1992
- Eosamon Yeo & Ng, 2007
- Erebusa Yeo & Ng, 1999
- Esanpotamon Naiyanetr & Ng, 1997
- Flabellamon Ng, 1996d
- Geothelphusa Stimpson, 1858b
- Hainanpotamon Dai, 1995b
- Heterochelamon Türkay & Dai, 1997
- Huananpotamon Dai & Ng, 1994
- Ibanum Ng, 1995a
- Indochinamon Yeo & Ng, 2007
- Inlethelphusa Yeo & Ng, 2007
- Insulamon Ng & Takeda, 1992
- Iomon Yeo & Ng, 2007
- Isolapotamon Bott, 1968b
- Johora Bott, 1966
- Kanpotamon Ng & Naiyanetr, 1993
- Kempamon Yeo & Ng, 2007
- Kukrimon Yeo & Ng, 2007
- Lacunipotamon Dai, Song, He, Cao, Xu & Zhong, 1975
- Laevimon Yeo & Ng, 2005
- Larnaudia Bott, 1966
- Latopotamon Dai & Türkay, 1997
- Lophopotamon Dai, 1999
- Malayopotamon Bott, 1968b
- Mediapotamon Türkay & Dai, 1997
- Megacephalomon Yeo & Ng, 2007
- Mindoron Ng & Takeda, 1992
- Minpotamon Dai & Türkay, 1997
- Minutomon C. Huang, Mao & J. R. Huang, 2014
- Nakhonsimon Promdam, Nabhitabhata & Ng, 2014
- Nanhaipotamon Bott, 1968b
- Neilupotamon Dai & Türkay, 1997
- Nemoron Ng, 1996c
- Neolarnaudia Türkay & Naiyanetr, 1986
- Neotiwaripotamon Dai & Naiyanetr, 1994
- Ovitamon Ng & Takeda, 1992
- Parapotamon De Man, 1907
- Parapotamonoides Dai, 1990
- Pararanguna Dai & G. X. Chen, 1985
- Parvuspotamon Dai & Bo, 1994
- Phaibulamon Ng, 1992
- Pilosamon Ng, 1996a
- Planumon Yeo & Ng, 2007
- Potamiscus Alcock, 1909b
- Pudaengon Ng & Naiyanetr, 1995
- Pupamon Yeo & Ng, 2007
- Qianpotamon Dai, 1995a
- Quadramon Yeo & Ng, 2007
- Rathbunamon Ng, 1996a
- Ryukyum Ng & Shokita, 1995
- Setosamon Yeo & Ng, 2007
- Shanphusa Yeo & Ng, 2007
- Sinolapotamon Tai & Sung, 1975
- Sinopotamon Bott, 1967b
- Stelomon Yeo & Naiyanetr, 2000
- Stoliczia Bott, 1966
- Takpotamon Brandis, 2002
- Tenuilapotamon Dai, Song, Li, Z. Y. Chen, Wang, & Q. X. Hu, 1984
- Tenuipotamon Dai, 1990
- Teretamon Yeo & Ng, 2007
- Terrapotamon Ng, 1986
- Thaiphusa Ng & Naiyanetr, 1993
- Thaipotamon Ng & Naiyanetr, 1993
- Thampramon Ng & Vidthayanon, 2013
- Tiwaripotamon Bott, 1970b
- Tomaculamon Yeo & Ng, 1997
- Trichopotamon Dai & G. X. Chen, 1985
- Vadosapotamon Dai & Türkay, 1997
- Vietopotamon Dang & Ho, 2002
- Villopotamon Dang & Ho, 2003
- Yarepotamon Dai & Türkay, 1997
- Yuexipotamon C. Huang, Mao & J. R. Huang, 2014